# Playa del Portet
La playa del Portet es una playa de piedras, posteriormente cubierta con arena gruesa, del municipio de Teulada en la provincia de Alicante (España).
Esta playa limita al este con la Punta de Moraira y al oeste con un acantilado de baja altura que llega hasta el Club náutico de Moraira y tiene una longitud de 350 m aproximadamente, con una amplitud de 10 m. El fondo desciende levemente siendo muy apropiada para el disfrute familiar.
Se sitúa en un entorno semiurbano, disponiendo de acceso por carretera. Cuenta con paseo marítimo, vigilancia de la Cruz Roja en verano y aparcamiento delimitado. Es una playa balizada.
- Esta playa cuenta con el distintivo de Bandera Azul

- Datos: Q6079281